# Olberssches Paradoxon

Graphische Veranschaulichung zum olbersschen Paradoxon

Das Olberssche Paradoxon (alternative Schreibweise Olbers’sches Paradoxon) betrifft die Tatsache, dass in einem unendlich großen, gleichmäßig mit Sternen gefüllten Universum der Himmel in alle Richtungen so hell wie die Sonne leuchten müsste. Da der reale Nachthimmel tatsächlich erheblich dunkler als die Oberfläche der Sonne ist, muss mindestens eine der Annahmen unzutreffend sein.

## Begriff
Der Begriff wurde von Hermann Bondi 1952 geprägt. Heinrich Wilhelm Olbers formulierte dieses Problem im Jahre 1823, nachdem es bereits von anderen Wissenschaftlern im Zusammenhang mit konkurrierenden kosmologischen Modellen betrachtet worden war. Es betrifft Weltmodelle, die dem perfekten kosmologischen Prinzip entsprechen, d. h., ein unendlich ausgedehntes und unendlich altes Universum postulieren und in diesem eine über große Distanzen gleichmäßige Sternverteilung annehmen. Unter diesen Voraussetzungen müsste das Licht eines Sterns aus jeder Richtung die Erde erreicht haben und der Himmel mindestens so hell wie die Sternenoberfläche erscheinen. Dies widerspricht der Beobachtung eines dunklen Nachthimmels und war ein historisches Argument gegen solche Modelle.
Siehe auch: Oberbegriff Paradoxon

## Historische Entwicklung der Modelle

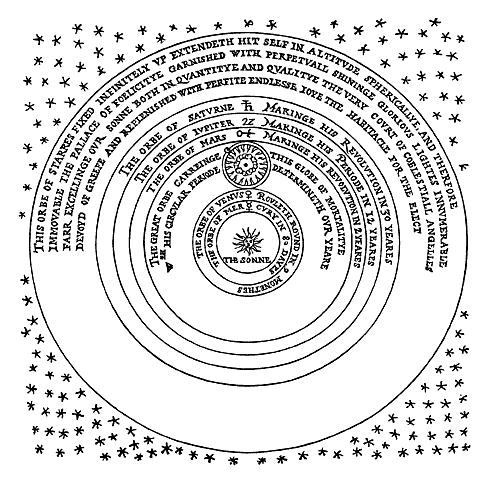
Thomas Digges homogene Sternverteilung in seiner A Perfit Description of the Caelestiall Orbes.

Infolge der kopernikanischen Wende entwickelten sich verschiedene Kosmologien, die sich darin unterschieden, welche Sternenverteilung sie im Universum annahmen. Kopernikus vertrat 1543 in seinem Werk De revolutionibus orbium coelestium die Auffassung, dass sich die Sterne in der äußersten unbeweglichen Schale des Universums befinden. Sein Modell enthält endlich viele Sterne in endlichem Abstand von der Sonne, es ist also inhomogen und hierarchisch.
Thomas Digges erklärte eine solche Fixsternsphäre für wissenschaftlich unhaltbar und schlug 1576 in A Perfit Description of the Caelestial Orbes eine homogene Sternverteilung in einem unendlichen Universum vor. Die Supernova von 1572 war für ihn ein Stern, der aus einer fernen, unsichtbaren Zone näher gekommen und somit sichtbar geworden war. Für Digges war der „größte Teil der Sterne aufgrund der Entfernung unsichtbar.“
Auch von Giordano Bruno und von Galileo Galilei im Sidereus Nuncius (1610) wurde ein unendliches Universum mit unendlich vielen Sonnen postuliert, in dem die beobachteten Fixsterne ferne Sonnen sind.
Aus diesen Modellvorstellungen folgte das Paradoxon, wie es Johannes Kepler 1610 beschrieb. Er hatte damit ein starkes Argument gegen die Unendlichkeit des Universums (bzw. gegen die unendliche Tiefe des Fixsternhimmels).
Im 18. Jahrhundert beschäftigte man sich ebenfalls mit dem Paradoxon, zum Beispiel wurde es von Edmond Halley 1720 und Jean-Philippe de Chéseaux erwähnt, auch Johann Heinrich Lambert kannte es.

## Olbers’ Formulierung
„Sind wirklich im ganzen unendlichen Raum Sonnen vorhanden, sie mögen nun in ungefähr gleichen Abständen von einander, oder in Milchstrassen-Systeme vertheilt sein, so wird ihre Menge unendlich, und da müsste der ganze Himmel eben so hell sein wie die Sonne. Denn jede Linie, die ich mir von unserem Auge gezogen denken kann, wird nothwendig auf irgend einen Fixstern treffen, und also müsste uns jeder Punkt am Himmel Fixsternlicht, also Sonnenlicht zusenden.“

## Exakte Formulierung
Wenn das dreidimensionale Universum folgende Eigenschaften 1. bis 5. erfüllt, dann ist der Himmel auf der Erde nach unendlicher Zeit unendlich hell:
1. Es ist in jede Richtung unendlich ausgedehnt.
2. Alle Sterne haben eine endliche Ausdehnung und Leuchtkraft.
3. Die Anzahl der Sterne {\displaystyle N(R)} in einer Kugel mit Radius {\displaystyle R} um die Erde geht für {\displaystyle R\rightarrow \infty } gegen unendlich wie {\displaystyle R^{3}} (homogene Sternenverteilung auf kosmologischer Skala).
4. Die Anzahl der Sterne {\displaystyle N_{S}(R)} in jedem Ausschnitt dieser Kugel geht für {\displaystyle R\rightarrow \infty } gegen unendlich wie {\displaystyle R^{3}} (Isotropie auf kosmologischer Skala in der homogenen Sternenverteilung).
5. Die Sterne und das Universum ändern sich in beliebigen Zeiten nicht (statisches Universum).

Die in den Bedingungen 1 und 2 genannten Aussagen waren schon im 16. Jahrhundert allgemein anerkannt, die endliche Lebensdauer von Sternen war noch nicht bekannt. Die von Digges postulierte Sternenverteilung, die auf großen Skalen als homogen und isotrop wie in den Bedingungen 3 und 4 zu bezeichnen ist, war eine direkte Reaktion auf die räumlich inhomogene Sternenverteilung von Kopernikus. Wenn eine ewige Lebenszeit der Sterne angenommen wird, hätte auch jetzt bereits unendlich viel Licht die Erde erreicht.

## Veranschaulichung des olbersschen Paradoxons

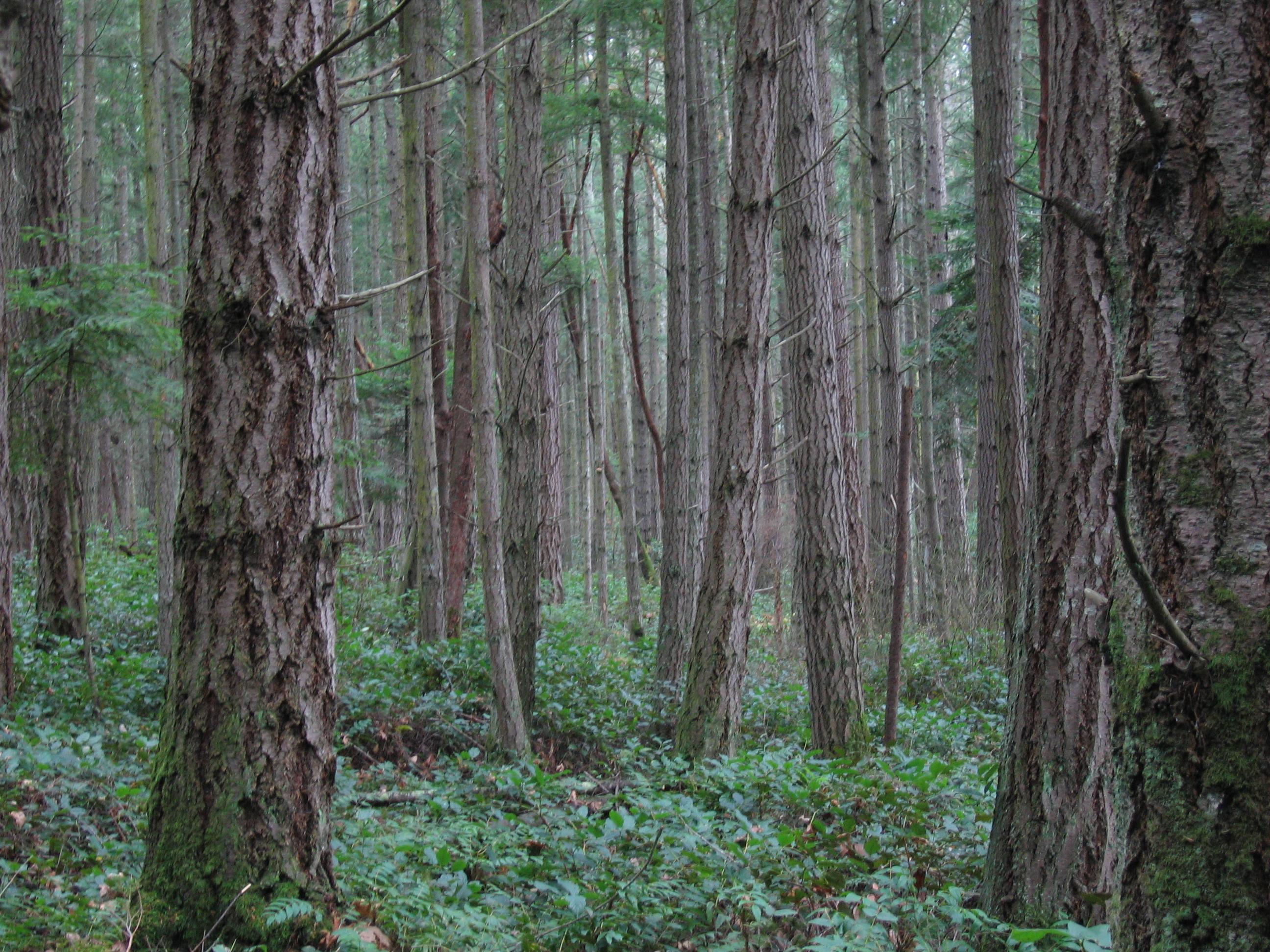
Wald als Analogie zum olbersschen Paradoxon: In jeder (horizontalen!) Blickrichtung steht ein Baum.

Um das Paradoxon besser zu veranschaulichen, kann man sich die Erde in der Mitte einer Ebene vorstellen. Wäre das Universum überall etwa gleich aufgebaut und unbegrenzt groß, so sähe der Beobachter innerhalb des Abstands r (vergleichbar mit einer Horizontlinie) alle Sterne innerhalb dieses Radius. Dabei nimmt die scheinbare Größe des Himmelskörpers proportional zur Entfernung vom Betrachter ab. Erhöht man diese Sichtlinie um x (r + x), so nimmt die Zahl der Sterne darin quadratisch, also um x² zu, wobei allerdings die sich darin befindlichen Sterne um die Wurzel von x kleiner wirken. Vergleicht man die „Gesamthelligkeit“ der beiden Radien, stellt man fest, dass beide einander entsprechen. Dies bedeutet, dass unabhängig davon, wie weit ein Beobachter auch blicken mag, die kollektive Anzahl an sichtbaren Sternen am Horizont direkt proportional zum Abstand zunehmen würde. Geht man nun auch davon aus, dass das Universum unbegrenzt groß ist und das Licht unbegrenzt Zeit hätte, uns zu erreichen, so würde dies bedeuten, dass es auf der Erde niemals dunkel werden könnte. Damit müsste auch auf der Erde wie an jedem anderen Punkt des Universums die gleiche Temperatur wie auf der Sonne von ca. 6000 K herrschen.

## Historische Erklärungen
In der Geschichte des Paradoxons sind viele Vorschläge diskutiert worden, wie es aufzulösen sei. Die nächstliegende Lösung ist die Annahme, dass das Licht ferner Sterne in seiner Ausbreitung behindert wird und dass Staub- und Gaswolken das Sternenlicht absorbieren. Das war die von Olbers vorgeschlagene Lösung. Wie schon John Herschel erkannte, liefert das keine Erklärung, da sich die Wolken so lange aufheizen würden, bis ihre Emission gleich ihrer Absorption ist.
Benoît Mandelbrot diskutiert das olberssche Paradoxon in seinem Buch Fractal Geometry of Nature von 1977. Bei einer hierarchischen (fraktalen) Anordnung von Massen im Universum lässt sich das Paradoxon vermeiden, wie zuerst der Schriftsteller Edmund Edward Fournier d’Albe (1868–1933) in seinem Buch Two New Worlds von 1907 zeigte, wobei es Fournier nur auf die Demonstration des Prinzips ankam und nicht auf ein realistisches Modell. Von Carl Charlier wurde das 1908 in realistischeren Modellen aufgegriffen, bei denen die fraktale Dimension mit der Größenskala variierte, und der überdies solche Cluster-Strukturen in seinen Karten der Galaxienverteilung erkennen wollte. Fournier gab auch ein physikalisches Argument (eine obere Grenze für die beobachtete Sterngeschwindigkeit) für eine fraktale Dimension der Massenverteilung nahe 1 an. Auch Mandelbrot selbst sieht in diesen Versuchen weniger ein Modell für eine Lösung des Paradoxons, das er durch die kosmologischen Standardmodelle als gelöst betrachtet, sondern erste Sichtweisen einer möglichen fraktalen Anordnung der Galaxien im Universum. Untersuchungen der Galaxienverteilung auf verschiedenen Skalen widerlegen aber ein einfaches hierarchisches Modell mit gemeinsamer fraktaler Dimension.

## Auflösung des Paradoxons
Die Bedingung eines unendlich großen beobachtbaren Kosmos mit unendlich vielen Sternen, die in der Formulierung des Paradoxons angenommen wurde, ist widerlegt. Beobachtungsdaten von Projekten bzw. Sonden wie COBE und WMAP zeigen, dass das sichtbare Universum in räumlicher und zeitlicher Hinsicht endlich ist. Zwar spricht nichts gegen die Annahme eines unendlich ausgedehnten Universums; da das Universum jedoch ein endliches Alter besitzt und sich Licht nur mit einer endlichen Geschwindigkeit ausbreitet, kann uns seit dem Urknall nur Licht aus einem endlich großen Bereich erreichen. Außerdem besitzen Sterne nur eine endliche Lebensdauer, was die Anzahl der Sterne, deren Licht uns erreichen kann, weiter einschränkt.
Die heute verbreitete Vorstellung zur Erklärung des dunklen Nachthimmels basiert auf der allgemeinen Relativitätstheorie und dem daraus entwickelten aktuellen Lambda-CDM-Modell der Kosmologie.

## Heutige Erklärung des dunklen Nachthimmels
Für die Erklärung der genauen Erscheinung unseres Nachthimmels sind noch weitere Effekte zu beachten. Das Paradoxon beschränkte sich auf das Licht von Sternen, wohingegen die meisten Strahlungsquanten im intergalaktischen Medium noch aus der Ära der Entkoppelung der Hintergrundstrahlung stammen. Dieses Licht wurde mit dem Spektrum eines näherungsweise schwarzen Körpers der Temperatur 3000 K ausgesandt und würde bei ungehinderter Ausbreitung den Himmel gleichmäßig gelb/orange erleuchten. Dass dies nicht der Fall ist, liegt an der Expansion des Universums. Der sich ausdehnende Raum verringert die Energie des sich durch ihn bewegenden Lichts, welches dadurch langwelliger wird. Diesen Effekt bezeichnet man als kosmologische Rotverschiebung. Infolge dieser Rotverschiebung ist die Hintergrundstrahlung vom Urknall so energiearm geworden, dass sie heute dem Wärmestrahlungsspektrum eines sehr kalten (2,7 K) schwarzen Körpers entspricht. Dieser sehr langwellige Bereich gehört zur Mikrowellenstrahlung. Er ist für das menschliche Auge unsichtbar und trägt somit nicht zur Himmelshelligkeit bei. Auch das Licht weit entfernter Galaxien wird durch die Expansion des Universums ins für Menschen unsichtbare Infrarot verschoben, wodurch der Infrarothintergrund entsteht.
Selbst bei Annahme der mittlerweile aus anderen Gründen bei der Mehrzahl der Astrophysiker als widerlegt geltenden Steady-State-Theorie genügt die unstreitige Rotverschiebung durch die Expansion unabhängig von der Annahme eines Urknalls prinzipiell zur Lösung des olbersschen Paradoxons.